# Luperina conspicua
Luperina conspicua är en fjärilsart som beskrevs av Morrison 1874. Luperina conspicua ingår i släktet Luperina och familjen nattflyn. Inga underarter finns listade i Catalogue of Life.